# Bennwihr

Bennwihr este o comună în departamentul Haut-Rhin din estul Franței. În 2009 avea o populație de 1.302 de locuitori.

## Evoluția populației
| An        | 1975  | 1982  | 1990  | 1999  | 2006  | 2009  |
| --------- | ----- | ----- | ----- | ----- | ----- | ----- |
| Populație | 1.197 | 1.139 | 1.003 | 1.124 | 1.274 | 1.302 |